# Vincenzo Cosentino
Vincenzo Cosentino (Palmi, 28 giugno 1831 – Messina, 21 dicembre 1879) è stato un magistrato italiano.

## Biografia
Le poche notizie che si conoscono su Vincenzo Cosentino sono dovute allo scrittore palmese Vincenzo Saffioti Candido, che le raccontò in un articolo pubblicato nel quotidiano la "Tribuna" di Roma il 10 novembre 1938, e ad un opuscolo stampato l'anno seguente dalla tipografia Zappone di Palmi.
Vincenzo Cosentino nacque a Palmi il 28 giugno 1831 dall'avvocato Giuseppe e dalla nobildonna Maria Teresa Burzì. Dopo aver completato gli studi nelle scuole di Palmi fu mandato all'Università di Napoli dove si iscrisse alla facoltà di Giurisprudenza. Partecipò, da studente, alle ribellioni contro i Borbone per sostenere l'Unità d'Italia.
Laureatosi in legge nel 1852, divenne successivamente segretario dell'Associazione Unitaria Costituzionale. A seguito dell'attentato al Re Ferdinando II compiuto nel 1856 dal soldato calabrese Agesilao Milano, rischiò di essere giustiziato per aver aiutato Giambattista Falcone e Antonio Nocito a sfuggire alla cattura.
Il 24 novembre 1861 entrò nella "Cassa Ecclesiastica per le Province Napoletane", che amministrava i beni incamerati dopo la soppressione delle corporazioni religiose, diventandone successivamente il Segretario.
Nel 1867 fu candidato nel collegio elettorale di Palmi, non venendo eletto.
Il 13 dicembre 1868 divenne presidente del Tribunale di Monteleone e in seguito presidente del Tribunale di Reggio Calabria. Il 19 ottobre 1874 venne nominato consigliere della Corte di Appello di Messina dove presiedette la stessa fino alla morte, avvenuta il 21 dicembre 1879.
A Vincenzo Cosentino è dovuta un'importante produzione di pubblicazioni giuridiche, che gli valsero le lodi del giurista Francesco Carrara.
Oltre alle numerose opere di diritto commerciale, diritto amministrativo e diritto costituzionale, il giurista deve la sua notorietà soprattutto per aver dato alle stampe, nel 1866, un immane lavoro di commento al Codice Penale del 1859.
Fu anche l'artefice principale dell'istituzione di un tribunale a Palmi.